# Arbin (Savoie)
Arbin (früher italienisch Arbino) ist eine französische Gemeinde mit 816 Einwohnern (Stand: 1. Januar 2022) im Département Savoie in der Region Auvergne-Rhône-Alpes. Sie gehört zum Kanton Montmélian im Arrondissement Chambéry und ist Mitglied im Gemeindeverband Cœur de Savoie.

## Lage
Arbin liegt etwa zwölf Kilometer südöstlich von Chambéry und etwa 44 Kilometer nordnordöstlich von Grenoble. Die Isère begrenzt die Gemeinde im Südosten. Nachbargemeinden von Arbin sind Francin im Norden und Nordwesten, Montmélian im Norden und Osten, Cruet im Norden und Nordosten, Planaise im Osten und Südosten sowie La Chavanne im Süden.
Die Gemeinde liegt innerhalb des Regionalen Naturparks Massif des Bauges.

## Geschichte
Im Ersten Weltkrieg starben 14 Männer aus Arbin.
Als sich Frankreich im Zweiten Weltkrieg unter deutscher Besatzung befand, erschossen in Chambéry stationierte Deutsche in Arbin am 21. Juni 1944 die zehn Résistancekämpfer Augustin Habaru (46 Jahre alt), Élie Guiraud (33) und Charles Poncet, diese drei aus dem Réseau Coty, sowie Raymond Cretet (20), Antoine Combet (57) und Marcel Chevrier (24) von den Francs-tireurs et partisans, sowie die AS-Mitglieder Jean Zonca (17) und Paul Denis (19), ebenfalls erschossen wurden der Student Gilles Lévy de Souza (22), der sich aus Paris kommend dem Widerstand angeschlossen hatte und Richard Bonavero (27) aus Italien. Jean Aubert, ein Zeuge der Morde, wurde ins KZ Neuengamme deportiert und am 9. Dezember 1944 im KZ Farge ermordet. Ein weiterer Zeuge überlebte. Am 25. August 1944 wurde Arbin zusammen mit Montmélian befreit.

## Bevölkerungsentwicklung
| Jahr                       | 1962 | 1968 | 1975 | 1982 | 1990 | 1999 | 2006 | 2018 |
| Einwohner                  | 363  | 322  | 553  | 732  | 815  | 713  | 752  | 773  |
| Quellen: Cassini und INSEE |      |      |      |      |      |      |      |      |

## Sehenswürdigkeiten

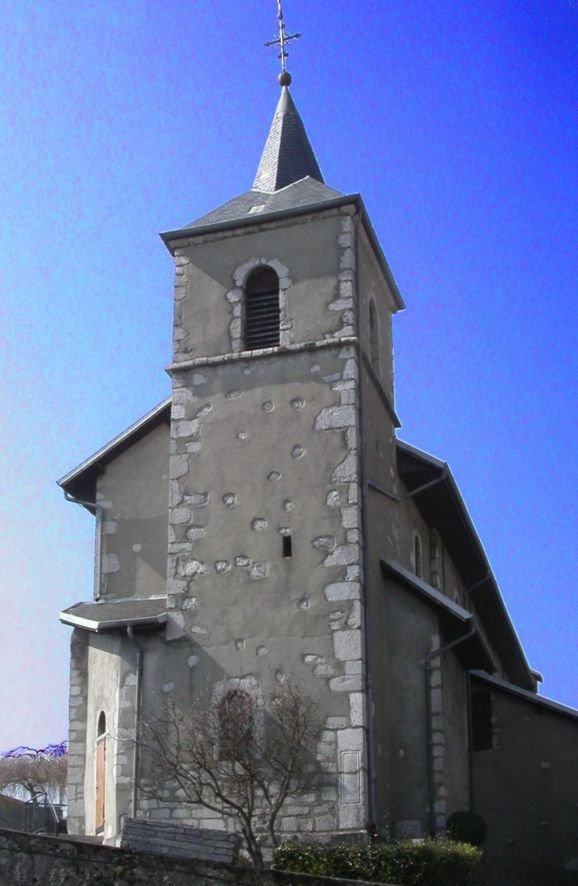
Kirche Saint-Nicolas

- Kirche Saint-Nicolas, 1721 erbaut